# Філіпович Мирослава Вікторівна
Мирослава Вікторівна Філіпович (нар. 1 лютого 1984, м. Харків, УРСР) — українська актриса театру та кіно, співачка, акторка Київського академічного театру юного глядача на Липках (з 2011). Найкраща актриса 2023 року за версією SAS Movie Studio. Член національних спілок театральних діячів України (2023) та кінематографістів України (з 2024).

## Життєпис
Народилася 1 лютого 1984 року у місті Харків.
З 14 років почала займатися вокалом. Навчалася у Дитячій художній школі ім. Іллі Рєпіна (м. Харків). 2005-го закінчила театральний факультет Харківського національного університета мистецтв ім. Івана Котляревського за спеціальністю актор театру драми і кіно (майстер мистецької студії – Анатолій Літко).
З 2003 року працювала у театрах Харкова, з 2009 розпочала кінокар'єру, а по переїзду до Києва 2010-го, – поєднала вокальний спів, зйомки у кіно та роботу у столичних театрах.
На початку повномасштабного російського вторгнення в Україну 2022 року виїхала спершу до Молдови, потім Болгарії (м. Софія). Взяла участь у низці проєктів у Голлівуді.

### Вокал
Вокалом почала займатися з 14 років. Пройшла шлях від перших поразок на міському вокальному конкурсі до Гран-прі всеукраїнських («Спiвограй») та міжнародних («Кримська хвиля», «Gwiazdy Polskiej Jesieni») фестивалів. Брала участь у на фестивалі «Слов'янський базар», «Чорноморські ігри», «Кришталевий жайвір», виступала на сценах Польщі, Молдови, Болгарії, Румунії, Італії. Переможниця Міжнародного конкурсу естрадних виконавців «WORLDSTAR 2013» Галина Конах про свою суперницю говорить наступне: «від України було кілька виконавців. Мене дуже вразила Мирослава Філіпович. Вона хоч і не дуже сильна вокалістка, але її акторські здібності просто неймовірні. Це Лайза Мінеллі номер два. Вона так по-акторськи правильно подала свій номер, що про вокал всі забули».
Театральні режисери використовують її вокальні здібності у своїх постановках – героїні Мирослави Філіпович розкриваються у тому числі й через вокал. Антон Меженін запросив до участі у виставі зіграти роль Едіт Піаф («9 життів Едіт Піаф», 2009), співає місіс Оттіс у виставі «Привид замку Кентервіль» (реж. Артур Артименьєв), виконавиця шансону розвиває лінію дії аполітичного детективу «Місце для дракона» (реж. Олег Мельничук), на вокальних партіях у супроводі живого джаз-бенду будується роль у мюзиклі «Серенада сонячної долини» (реж. Семен Горов). З 2018 року починає співпрацювати із «Jazz Band Олександра Меламуда ім. Джульєтти Капулетті». 2022 року взяла участь болгарській версії музичного шоу «The Voice».
Пише музику. На текст Марусі Лиманської написала пісню про українське військо «Слава Україні!», «яка перетворює гнів на звитягу». Відеокліп було розміщено Міністерством оборони України.

### Театр
Диплом за спеціальністю актор театру драми і кіно отримала 2005 року по закінченню театрального факультету Харківського національного університета мистецтв ім. Івана Котляревського  (майстер мистецької студії – Анатолій Літко). Працювати у театрі почала ще будучи студенткою – роль Медеї втілила на сцені Харківського театру для дітей та юнацтва. Увійшла до складу рок-опери «Юнона» та «Авось», яку у Харківському академічному театрі музичної комедії поставив Юрій Старченко на музику Олексія Рибникова на вірші Андрія Вознесенського. Мирослава виконувала партію Кончіти, 15-річної доньки коменданта Сан-Франциско, у яку закохався дипломат та мандрівник Микола Резанов.
Харківський період тривав із 2003 по 2009 роки – акторка Харківського театру для дітей та юнацтва, паралельно, з 2006-го – солістка-вокалістка Харківського академічного театру музичної комедії. Ролями, які найбільш вплинули на Мирославу, як на акторку, називає Едіт Піаф у «Дев’яти життях Едіт Піаф» і Кончіта в рок-опері ««Юнона» та «Авось»»: «Грати Едіт Піаф було подорожжю до серця любові, її цінностей та крихкості. А роль Кончіти була щемливим нагадуванням про швидкоплинність життя та одвічну сутність емоцій. Ці ролі зміцнили мою віру в те, що потрібно жити оптимістично та цінувати кожну мить»..
У Києві – з 2010 року. Працювала у Муніципальному театрі «Київ», з 2011-го – акторка Київського академічного театру юного глядача на Липках. Серед зіграних ролей – Катерина у «Сні Тараса Шевченка (2014), Пані Жабулетта у «Дюймовочці» (2017), Шарлотта у виставі «Дон Жуан vs Донна Анна» (2018), Іпполіта у «Сні літньої ночі» (2019) та інші.
Ідея бізнесмена Олександра Меламуда спровокувала появу виставу «Серенада сонячної долини» – за мотивами однойменного художнього фільму Роман Розенгурт та Марія Ліманська створили сценічну версію, яку зрежисував Семен Горов. У цій роботі Мирослава Філіпович поєднала свої акторський та музичний досвіди – грала та співала із джаз-бендом на сцені Жовтневого палацу в Києві. Згодом розпочалася співпраця із «Jazz Band Олександра Меламуда ім. Джульєтти Капулетті» та започаткованим «Театром Олександра Меламуда», який випустив вистави «Качине полювання» Олександра Вампілова, «Вбити дракона» Євгена Шварца, «Весна для Гітлера» за мотивами американского мюзиклу «Продюсери».

### Кіно
З 2009-го знімається у кіно.

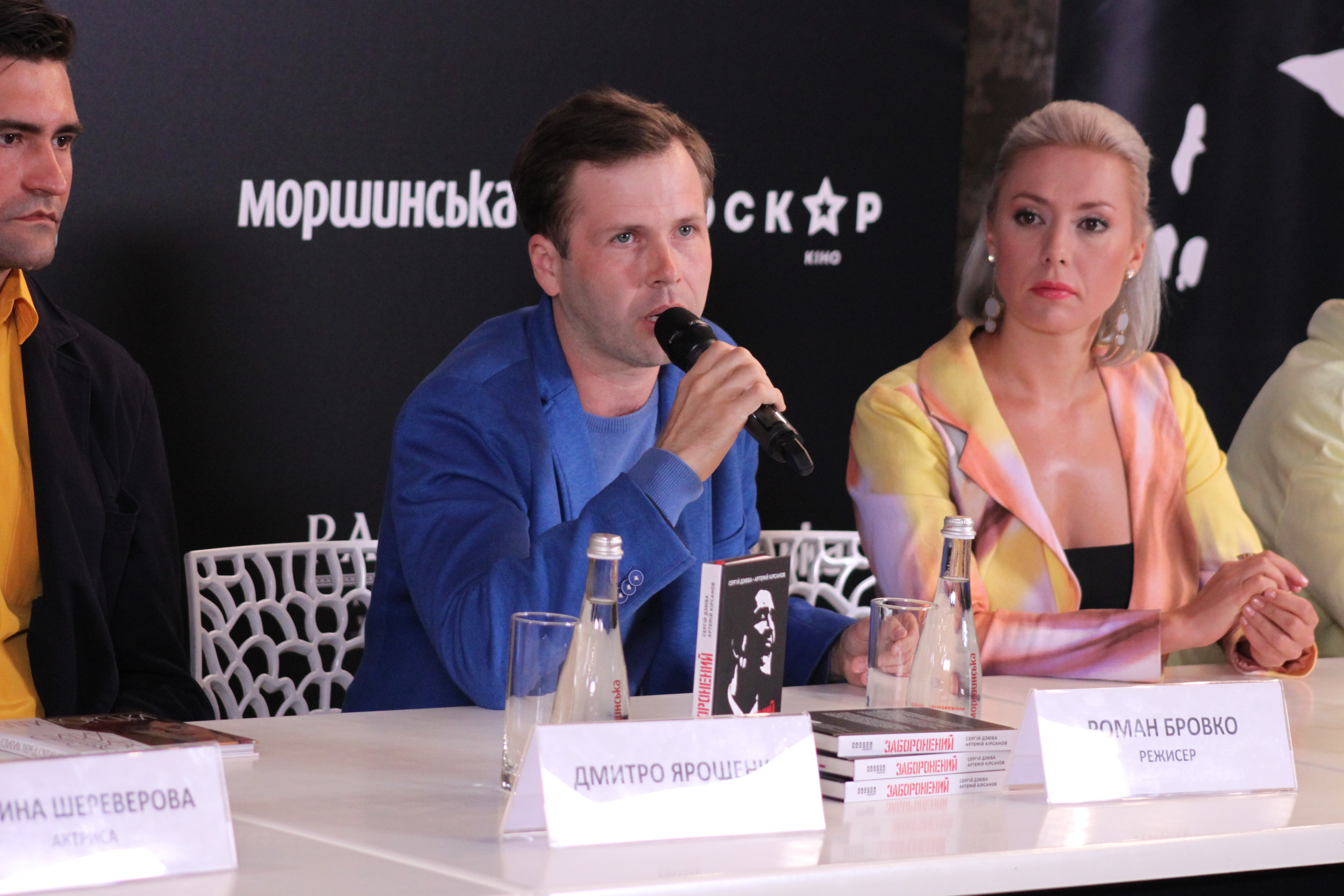
Роман Бровко та Мирослава Філіпович під час пресконференції фільму «Заборонений» (2019)

Першою кінороллю стала участь у біографічному серіалі «Анна Герман. Таємниця білого янгола» (пол. «Anna German. Tajemnica Białego Anioła») про життя і творчість польської співачки Анни Герман. Постановкою займався польський режисер Вальдемар Кшистек, зйомка продакшн-компанії «Star Media» (Україна–Росія) за участю «Film Production Service Open Ltd.», «Yes To Film», «Zielono Mi» (Польща) та «MP Film Production» (Хорватія).
Роботами початкового періоду стали ролі у стрічках «Особиста справа» (Дар'я Ставицька), «Останній яничар» (Фатіма), «Таємниця Марії» (Ольга), «Консультант» (Жанна Головньова) та інші. Стала зіркою серіалів «Субота» (Оленка), «Сувенір з Одеси» (Єва Мілкус). Помітною стала роль Амалії в комедії «СидОренки-СидорЕнки», протягом якого дві сім'ї різного соціального стану дізнаються, що 16 років тому вони обмінялися новонародженими дітьми. «Моя Амалія смішна і зворушлива і зовсім не схожа на мене. Але я її люблю. Але хочу чесно зізнатися, ще років зо три тому, я навіть не могла уявити, що мені доведеться грати таку роль – це повна протилежність мені» – визначає свою героїню Мирослава Філіпович.
У повнометражній стрічці «Заборонений» режисера Роман Бровко, втілила роль шістдесятниці-дисидентки Михайлини Коцюбинської.

## Ролі в театрі
Харківський театр для дітей та юнацтва
- 2003 — «Золоте Руно» за мотивами давньогрецької міфології; реж. Олександра Драчова — Медея
- 2003 — «Лускунчик» Олександра Драчова, І. та Д. Кальченко — Марі
- 2004 — «За двома зайцями» за п'єсою Михайла Старицького; реж. Юрій Старченко — Настя
- 2005 — «Срібна павутина» О. Коломийця; реж. Юрій Старченко — Галинка
- 2005 — «Ніч перед Різдвом» Олександра Драчова за мотивами повісті Миколи Гоголя; реж. Олександр Драчова — Оксана
- 2005 — «Чума на обидва ваші доми» Григорія Горіна; реж. Юрій Старченко — княгиня Ліза
- 2005 — «Червоненька квіточка» Олександра Аннічева за мотивами казки Сергія Аксакова — старша сестра
- 2005 — «Полліана» Анатолія Житницького за мотивами роману «Полліанна» Елеонор Портер; реж. Юрій Старченко — Ненсі

Харківський відкритий театр
- 2009 — «9 життів Едіт Піаф» Антона Меженіна та Олега Дидика за мотивами книги «Моє життя» Едіт Піаф; реж. Антон Меженін, Олег Дидик — Едіт Піаф[22][8]

Харківський академічний театр музичної комедії
- 2007 — «Пітер Пен» за мотивами однойменної казки Джеймса Баррі; реж. Аркадій Клейн — Венді, мама
- 2007 — «Крадій у становищі» М. Мировича; реж. Аркадій Клейн — Цица
- 2007 — «Чикаго» за однойменним мюзиклом Боба Фосса; реж. Мирослава Філіпович — Роксі
- 2007 — «Красуня та чудовисько» Вікторії Березко на музику Ігоря Гойденка; реж. О. Серьогін — служниця
- 2008 — рок-опера «Юнона» та «Авось» Олексія Рибникова на вірші Андрія Вознесенського; реж. Юрій Старченко — Кончіта Консепсией де Аргуельо
- 2008 — «Вальс кохання»; реж. Аркадій Клейн — Лота
- 2008 — балет-казка «Бембі»; реж. І. Клепікова — Сорока
- 2009 — «Попелюшка» на музику Спадевіккіа; реж. О. Серьогін — старша сестра Анна
- 2009 — «Новорічні пригоди Буратіно» за мотивами повісті «Золотий ключик, або Пригоди Буратіно» Олексія Толстого; реж. О. Дугінов — Буратіно
- 2009 — «Таємниця Дона Жуана» І. Ривіної; реж. І. Ривіна — служниця
- 2009 — «Моя дружина брехуха» М. Мейо та М. Еннекена; реж. Олександра Драчова — Меджі
- 2009 — «Донна Люція»; реж. Олександра Драчова — Елла
- 2010 — «Сорочінський ярмарок» О. Рябова; реж. Аркадій Клейн — циганка

Київський академічний театр юного глядача на Липках
- 2011 — «Привид замку Кентервіль» за оповіданням «Кентервільський привид» Оскара Вайлда; реж. Артур Артименьєв — місіс Оттіс
- 2012 — «Над прірвою у житі» за романом Джерома Селінджера; реж. Максим Михайліченко — місіс Моро
- 2013 — «Шиндай» Ігоря Афанасьєва; реж. Ігор Афанасьєв — Надя
- 2014 — «Сон» Тараса Шевченка; реж. Віктор Гирич — Катерина
- 2014 — «Прекрасні сабінянки» Леоніда Андреєва; реж. Максим Михайліченко — Ксена
- 2017 — фентезі в 5 куплетах «Скрудж, або Різдвяна пісня у прозі» за повістю Чарлза Дікенсена; реж. Костянтин Дубінін — дівчина
- 2017 — музична казка «Дюймовочка» за казкою Ганса Крістіана Андерсена; реж. Ірина Зільберман — Пані Жабулетта
- 2018 — аполітичний детектив «Місце для дракона» за повістю Юрія Винничука; реж. Олег Мельничук — виконавиця шансону
- 2018 — людська комедія «Дон Жуан vs Донна Анна» за творами Лесі Українки, Олександра Пушкіна, Мольєра; реж. Микола Яремків — Шарлотта
- 2018 — музична казка «Людвіг XIV» за мотивами казки «Тутта Карлссон, Перша і Єдина, Людвіг Чотирнадцятий і інші» Яна Екхольма; реж. Віктор Гирич — Курка
- 2019 — комедія «Бережіть Флорес» Ніла Саймона; реж. Максим Михайліченко — Рене
- 2019 — комедія «Сон літньої ночі» за однойменною п'єсою Вільяма Шекспіра; реж. Віктор Гирич — Іпполіта, цариця амазонок, заручена з Тезеєм / Афіняни, лісові істоти

Муніципальний театр «Київ»
- 2011 — мюзикл «Тарас Бульба» лібрето Неди Нежданої композитора Івана Небесного; реж. Валерій Неведров — дружина Тараса Бульба
- 2011 — «Моя дружина брехуха» М. Мейо та М. Еннекена; реж. Анатолій Тихоміров — Меджі
- 2011 — «Теремок» Самуїла Маршака; реж. Анатолій Тихоміров — Лисиця
- 2012 — «Маленький принц» за однойменною повістю Антуана де Сент-Екзюпері; реж. Анатолій Тихоміров — Змія, Роза

Театр Олександра Меламуда
- 2018 — «Серенада сонячної долини» Романа Розенгурта та Марії Ліманської за мотивами однойменного художнього фільму; реж. Семен Горов[15][16]
- комедія «Качине полювання» за п'єсою однойменною п'єсою[ru] Олександра Вампілова — Віра[23]
- драма «Вбити дракона» за п'єсою «Дракон» Євген Шварц — Ельза, дочка архіваріуса[24]
- «Весна для Гітлера» за мотивами американского мюзиклу «Продюсери[en]» — бабка Беатріса фон Куні та інвесторка постановки

Київський театр «Актор»
- 2019 — «Бійцівський клуб» Ігоря Білиця за однойменним романом Чака Поланіка; реж. Ігор Білиць — Марла

## Фільмографія
- 2011 — «Анна Герман. Таємниця білого янгола»; реж. Вальдемар Кшистек — Едіта
- 2011 — «Порох і дріб»; реж. Максим Мехеда — консультант салону
- 2012 — «Навчаю грі на гітарі»; реж. Володимир Янощук — адміністратор авіаотеля
- 2012 — «Жіночий лікар» (серіал); реж. Антон Гойда — Розалія Миколаївна
- 2013 — «Жіночий лікар–2» (серіал); реж. Антон Гойда — Рима Ковальчук
- 2013 — «Повернення Мухтара» — адміністратор стоматологічної клініки
- 2013 — «Віталька» (серіал) — жінка в поїзді
- 2014 — «Особиста справа»; реж. Володимир Мельниченко — Дар'я Ставицька
- 2014 — «Офіцерські дружини»; реж. Дмитро Петрунь — співачка
- 2014 — «Сашка»; реж. Антон Гойда — адміністратор весільного салону
- 2014 — «Останній яничар»; реж. Олександр Мохов, Антон Гойда — Фатіма
- 2014 — «Не відпускай мене»; реж. Роман Бровко — співробітниця центру зайнятості
- 2014 — «Майор і магія»; реж. Володимир Мельниченко — Юлія
- 2015 — «Слуга народу»; реж. Олексій Кірющенко — посол Індії
- 2015 — «Володимирська 15»; реж. Артем Литвиненко
- 2015 — «Прокурори» — епізод
- 2015 — «Відділ-44» — епізод
- 2016 — «Ментовські війни»; реж. Валерій Ібрагімов — Анфіса
- 2016 — «Команда»; реж. Кирило Капіца — Марина
- 2016 — «Чорна Квітка»; реж. Роман Барабаш — медсестра
- 2016 — «Потрійний захист»; реж. Матешко — Земфіра
- 2016 — «Cишишь-шоу. Бар»; реж. Олександра Богданенко — Снежанна
- 2016 — «Військовий госпіталь»; реж. Антон Гойда — Наталія
- 2016 — «Субота» (серіал); реж. Семен Горов — Оленка
- 2016 — «Вирок ідеальної пари»; реж. Роман Бровко — Надя, епізод
- 2017 — «Протистояння» (міні-серіал); реж. Роман Бровко — Ольга
- 2017 — «Капитанша»; реж. Володимир Янощук — Тетяна, мама героїні
- 2017 — «Жіночий лікар–3» (серіал); реж. Олександр Пархоменко, Антон Гойда — Галина
- 2017 — «Пелена»; реж. Валерій Ібрагімов — Марина
- 2017 — «Артистка»; реж. Семен Горов — Людмила
- 2017 — «Пес 3» (20-а серія); реж. Микола Каптан — лер, коханка Михайла
- 2017 — «Квіти Дощу»; реж. Рома Бровко — секретар Ніна
- 2018 — «Опер за викликом» (11-а серія); реж. Тарас Ткаченко — Олена Журавлінская
- 2018 — «Шанс на кохання» (серіал); реж. Олександр Тіменко — Христина Вітальєвна, власниця шлюбного агентства
- 2018 — «Артистка»; реж. Семен Горов — Людмила
- 2018 — «Сувенір з Одеси»; реж. Олег Туранський — Єва Мілкус
- 2018 — «Замкнуте коло»; реж. Анатолій Матешко — Шілаева, журналістка
- 2018 — «Місто Закоханих»; реж. Антон Гойда — Ніна
- 2018 — «Потрібен Чоловік»; реж. Антон Гойда — Лариса
- 2018 — «Доктор Ковальчук»; реж. Антон Гойда — Алла
- 2018 — «Бійся своїх бажань»; реж. Боріс Бійся — Ліля
- 2018 — «Дзвонар»; реж. Кирило Капіца — співачка
- 2018 — «Принцеса жаба» (міні-серіал); реж. Роман Ткаченко — Анна
- 2018 — «Пташка співоча» (міні-серіал); реж. Мирослав Малич — Людмила[25]
- 2018 — «Здається будиночок біля моря» (міні-серіал)
- 2019 — «Дорога додому» (серіал); реж. Павло Тупик — мама Джесіки
- 2019 — «Таємниці» (серіал); реж. Сергей Сотниченко — свідок, співачка
- 2019 — «Я теж його люблю»; реж. Вадим Савіев — Тамара Ковтун
- 2019 — «Референт»; реж. Павло Тупик — Оля
- 2019 — «Я заплачу завтра» (міні-серіал); реж. Микола Михайлов — Наталія[26]
- 2019 — «Заборонений»; реж. Роман Бровко — Михайлина Коцюбинська, шістдесятниця-дисидентка, борчиня за незалежність України
- 2019 — «СидОренки-СидорЕнки»; реж. Фелікс Гречніков — Амалія Володимирівна Берідзе
- 2019 — «Таємниця Марії»; реж. Микола Михайлов — Ольга
- 2020 — «Лікар Віра» (серіал); реж. Тарас Ткаченко — Анжеліка Воронова, судинний хірург[27]
- 2020 — «СидОренки-СидорЕнки-2»; реж. Віктор Медведський, Павло Остріков — Амалія Володимирівна Берідзе
- 2020 — «Тінь зірки»; реж. Станіслав Рубенчік
- 2020 — «Експерт»; реж. Олег Туранський — Жанна Головньова
- 2020 — «Мавки»; реж. Валерій Ібрагімов — Віра Лінник
- 2020 — «Ніколи не здавайся»; реж. Павел Тупік — Світлана
- 2020 — «Відображення зірки»; реж. Станіслав Рубенчик — Аня-візажист
- 2020 — «Майже вся правда»; реж. Павло Тупік — Вероніка
- 2020 — «Розколоті сни»; реж. Олександр Ітигілов — Надія
- 2020 — «СидОренки-СидорЕнки. Ремонт стосунків»; реж. Віктор Медведський, Павло Острик — Амалія Володимирівна Берідзе
- 2020 — «Дільничний з ДВРЗ» (серіал); реж. Роман Бровко
- 2021 — «Справа тих, хто потопає»; реж. Антон Азаров
- 2021 — «Клятва лікаря» (серіал); реж. Денис Тарасов — Ліза
- 2021 — «Ляльковий дім»; реж. Саша Кирієнко — Оля
- 2021 — «Чужі гріхи»; реж. Олександр Ітигілов — Світла
- 2021 — «Дрім-Тім»; реж. Марія Ряпулова — Лелека
- 2022 — «Чуже щастя»; реж. Роман Бровко — Кіра
- 2022 — «Windless» (Болгарія) — Gergana
- 2022 — «Кріпосна» (серіал); реж. Олексій Есаков — Маріанна
- 2023 — «The Friendly»; реж. Jason Strickland
- ??? — «Консультант» — Жанна Головньова
- 2025 — «Ключі від правди»; реж. Денис Тарасов, Заза Буадзе[28]

Озвучання
- 2014 — «Злочин у фокусі» (серіал)

## Нагороди та визнання
- 1998 — Фестиваль «Золота осінь» — Гран-прі, золотий голос конкурсу
- 1998 — Міжнародний фестиваль мистецтв «Слов'янський базар» (м. Вітебськ, Білорусь) — Дипломант
- 1998 — Всеукраїнський фестиваль «Базарчик» (м. Одесса) — Лауреат
- 2000 — Телевізійний конкурс «Телешанс» (м. Харків) — 1 місце
- 2000 — Всеукраїнський фестиваль «Чорноморські ігри» (м. Скадовськ) — Лауреат
- 2001 — Міжнародний фестиваль «Жива вода» (м. Дергачі) — 1 місце
- 2003 — Всеукраїнський конкурс-фестиваль «Кришталевий жайвір» (м. Тернопіль) — 2 місце
- 2004 — Всеукраїнський фестиваль естрадної пісні та театрального мистецтва «Спiвограй» (м. Кривий Ріг) — Гран-прі
- 2004 — Міжнародний фестиваль-конкурс «Чарiвна свiчка» (м. Київ) — 1 місце
- 2005 — Міжнародний конкурс-фестиваль «Кримська хвиля» (м. Феодосія) — Гран-прі
- 2005 — VI Міжнародний фестиваль патріотичної пісні «Солдати миру» (м. Харків) — Диплом 3 ступеня
- 2005 — Міжнародний музичний фестиваль «Gwiazdy Polskiej Jesieni» (Польща) — Гран-прі
- 2006 — Міжнародний вокальний фестиваль «Відкрита Європа» (м. Москва, Росія) — Приз «За акторську майстерність»
- 2006 — Міжнародний музичний фестиваль-конкурс «Східний базар» (Крим) — 2 місце
- 2006 — Міжнародний музичний фестиваль «Stars Sprint» (Італія) — 2 місце
- 2006 — Міжнародний музичний конкурс-фестиваль «Bango Festival» (Італія) — 2 місце
- 2007 — Міжнародний музичний фестиваль-конкурс «Східний базар» (Крим) — Лауреат
- 2008 — Міжнародний музичний фестиваль-конкурс «Amberstar» (Латвія–-Швеція) — Лауреат
- 2009 — Міжнародний конкурс «Море і спомені» (м. Варна, Болгарія) — 1 місце
- 2011 — Міжнародний конкурс «Бенджо Фестиваль» (м. Бреїла, Румунія) — 2 місце
- 2013 — Міжнародний конкурс естрадних виконавців «WORLDSTAR» (м. Кишинів, Молдова) — 2 місце[7]
- 2023 — SAS Movie Studio — Найкраща актриса року[3]